# Tectaria nausoriensis
Tectaria nausoriensis är en ormbunkeart som beskrevs av Garth Brownlie.
Tectaria nausoriensis ingår i släktet Tectaria och familjen Tectariaceae. Inga underarter finns listade i Catalogue of Life.